# Tęczowych świąt!
Tęczowych świąt! (ang. Make the Yuletide Gay) – amerykańska komedia romantyczna z 2009 roku w reżyserii Roba Williamsa. Film opowiada o studencie-geju, który nie ukrywa swojej orientacji na uczelni, lecz boi się ujawnić ją przed rodzicami.
Premiera odbyła się 17 maja 2009 roku na Inside Out Toronto LGBT Film and Video Festival w Toronto.

## Obsada
- Keith Jordan jako Olaf Gunnunderson (pseudonim Gunn): główny bohater, student, który ukrywa swoją orientację seksualną przed rodzicami i sąsiadami. Ma jednak chłopaka na studiach.
- Adamo Ruggiero jako Nathan Stanford: chłopak i współlokator Olafa.
- Hallee Hirsh jako Abby Mancuso: sąsiadka Olafa i przyjaciółka z dzieciństwa
- Kelly Keaton jako Anya Gunnunderson: matka Olafa
- Derek Long jako Sven Gunnunderson: ojciec Olafa
- Alison Arngrim jako Heather Mancuso: matka Abby
- Ian Buchanan jako Peter Stanford: ojciec Nathana
- Gates McFadden jako Martha Stanford: matka Nathana[1]